# Kambelska kržulja
Kambelska kržulja (Anas nesiotis) je mala, neleteća noćna vrsta patke iz roda Anas endemična za novozelansko otočje Campbell. Ponekad se smatra istom vrstom kao i maorska kržulja (Anas chlorotis). Perje je slično perju novozelandske kržulje (Anas aucklandica), boje tamne sepije s glavom i leđima obojenim zelenom iridescencijom, i kestenjastim prsima kod mužjaka, dok je ženka svuda tamnosmeđa. Njeno prirodno stanište su travnjaci s šiškarima na kojima dominiraju trava šiškarica, paprat i megabilje. Vrsta također koristi jazbine i staze vrsta burnica koje se gnijezde na otocima. U divljini su očito teritorijalni i vjerojatno se hrane amfipodima i kukcima. IUCN ga klasificira kao osjetljivu.

## Očuvanje
Kambelska kržulja je nekoć živjela na otoku Campbell, ali je dovedena do izumiranja uvođenjem smeđih štakora (koji su jeli njihova jaja i piliće), te se neko vrijeme smatralo da je izumrla. Godine 1975. ponovno je otkriven na otoku Dent, malom (23 hektara) otočiću blizu Campbella na kojem nije bilo štakora. Populacija je bila tako mala da ju je jedan jedini događaj mogao dovesti do potpunog izumiranja; kako bi se spriječilo da se to dogodi, 11 jedinki je 1984. godine odvedeno u zatočeništvo Odjela za očuvanje radi uzgoja u zatočeništvu u Nacionalnom centru za divlje životinje Pukaha / Mount Bruce, dok su ostali slijedili 1990. godine. Također su 1979. stavljeni na popis kritično ugroženih vrsta.
Uzgoj u zatočeništvu u početku je bilo vrlo teško postići, budući da nisu provedene studije o ponašanju vrste u divljini i "osoblje [u Mount Bruceu] je stoga moralo eksperimentirati s nizom tehnika za poticanje razmnožavanja. Uspjeh je došao 1994. kada je Daisy, jedina ženka divljeg podrijetla koja je ikada polagala jaja u zatočeništvu, konačno prihvatila partnera, razmnožavanje se odvijalo svake godine – mužjaci divljeg podrijetla davali su gene sparivanjem sa ženkama uzgojenim u zatočeništvu."
Sićušna populacija od 25 jedinki uzgojenih u zatočeništvu puštena je na otok Codfish 1999. i 2000. godine, gdje se već intenzivno upravljalo i bez štetočina kao važno stanište za kritično ugroženi kākāpō. U završnoj fazi ekološke obnove otoka Campbell (goveda, ovce i mačke već su bili uklonjeni), poduzeta je najveća svjetska kampanja iskorjenjivanja štakora helikopterskim bacanjem više od 120 tona zatrovanog mamca na cijelih 11.331 hektara otoka. površine 2001. godine; ova je operacija uspješno uklonila populaciju od oko 200 000 smeđih štakora (za koju se procjenjivalo da najgušća svjetska populacija te vrste) s otoka Campbell i službeno je proglašen slobodnim od štakora 2003. godine. Pedeset kambelskih kržulja, mješavina životinja uzgojenih u zatočeništvu i divljih aklimatiziranih životinja (os otoka Codfish), ponovno je uvedeno na otok Campbell sredinom 2004., nakon odsutnosti više od jednog stoljeća. Naknadno praćenje 2005. pokazalo je da većina ovih ptica sada živi u svojoj pradomovini. Do 2011. vrsta je čvrsto vraćena na otok Campbell, što je rezultiralo ponovnom klasifikacijom statusa prijetnje u ugroženu i ponovno ranjivu 2020. godine.